# ガンダー・アウトドアーズ・トラック・シリーズ
ガンダー・アウトドアーズ・トラック・シリーズ (Gander Outdoors Truck Series)は、NASCARが主催するストックカーレースのカテゴリー。モンスターエナジー・NASCARカップ・シリーズ、エクスフィニティ・シリーズと共にNASCARが主催する3大カテゴリーの内の1つであり、ピックアップトラックのストックカーによって行われる。1995年はスーパートラックシリーズ・プレゼンテット・バイ・クラフツマン (SuperTruck Series presented by Craftsman)、1996年から2008年まではクラフツマン・トラック・シリーズ (Craftsman Truck Series) 、2009年から2018年まではキャンピング・ワールド・トラック・シリーズ(Camping World Truck Series)の名で開催された。

## 歴史
ピックアップトラックによるシリーズ設立構想は1993年までさかのぼる。何名かのスコア・シリーズに参加していたオフロード・レーサーたち（ディック・ランドフィールド、ジミー・スミス、ジム・ベナブル、フランク「スクープ」・ベッセルズ）が、より多くの観客がピックアップトラック・レースに集まることを願い 、ピックアップトラックを用いたNASCARスタイルのプロトタイプ車を製作した。それらの車両は1994年のデイトナ500で公開され、同シーズンに4度のデモンストレーション・レースが開催された。最初のイベントはメサ・マリン・レースウェイで6台のトラックによって行われた。残る3つのイベントはポートランド・スピードウェイ、ソーガス・スピードウェイ、ツーソン・レースウェイ・パークで開催された。ツーソン・レースウェイ・パークではその冬に4度のイベントが開催され、ウィンター・ヒート・シリーズで全国放送された。これらのピックアップトラックによるレースは人気を高いことを証明し、NASCARはシリーズを創設するに至った。シリーズは初年度の1995年、スーパートラック・シリーズ (SuperTruck Series) として開催された。
新たなシリーズは多くのウィンストンカップ・シリーズ参加チームオーナーおよびドライバーからのサポートを集めた。リチャード・チルドレス、リック・ヘンドリック、ジャック・ラウシュはトラックチームを設立、参戦し、デイル・アーンハートやアーニー・アーバンといったトップドライバーもスーパートラック・シリーズに参加した。シリーズは1996年にクラフツマン・トラック・シリーズ (Craftsman Truck Series) と改称した。2009年から2018年はキャンピング・ワールドがタイトルスポンサーとなっていたが、2019年からはキャンピング・ワールドの子会社であるガンダー・アウトドアーズのブランドをシリーズタイトルとしている。
NASCAR三大シリーズ戦の一つとあってハイレベルで、それでいて参戦もしやすいため、過去にはジャック・ヴィルヌーヴ、キミ・ライコネン、ネルソン・ピケJr.、ナレイン・カーティケヤンなどの元F1ドライバーも参戦した。特にピケJr.は2勝を挙げ総合7位に入る活躍を見せている。

## 参戦車両

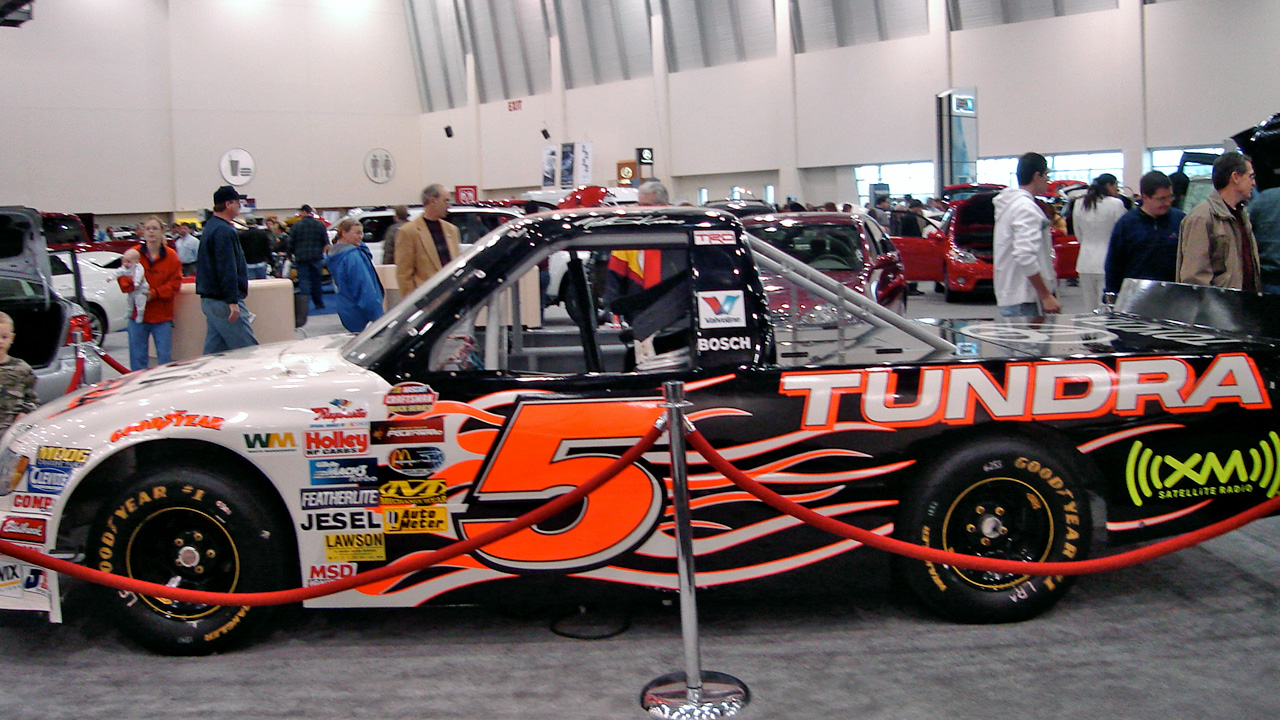
マイク・スキナーの2006年型トヨタ・タンドラ

- シャーシ: NASCAR規格に準じた鋼製パイプフレーム及びロールケージ
- 排気量: 6.0リットル(6,000 cc、366 Cu-in) OHV V型8気筒
- 変速機: 4速マニュアルトランスミッション
- 車両重量: 運転者と燃料を除く重量が最低3,400 lb (1,542 kg)以上
- エンジン出力: 650 – 700馬力 (485 – 522 kW)、リストリクター装着時は 450馬力 (335 kW)
- トルク: 700 N·m (520 ft·lb、71.38 kg·m)
- 燃料: スノコ社供給の、98 オクタン E15 無鉛ガソリン
- 燃料容量:  18 US gal (68 L)
- 燃料装置: キャブレター
- 圧縮比: 12:1
- 吸気: 自然吸気
- キャブレター寸法: 390 立方フィート毎分（英語版） (184 リットル毎秒)、4バレル
- ホイールベース:  112 in (2,845 mm)
- ステアリング: ボール・ナット式パワーステアリング
- タイヤ: グッドイヤー製スリックタイヤ
- 全長: 206.5 in (5,245 mm)
- 全高: 60 in (1,524 mm)
- 全幅: 80 in (2,032 mm)
- 安全装備: HANSデバイス、ウィランズ（英語版）製6点式シートベルト

### 参戦メーカー・車両
FCA US(クライスラー) 
- ダッジ・ラム1500: 1995 – 2009
- ラム・トラックス・ラム1500: 2010 – 2013、全てのプライベーターが2009年より乗り換え。2014年シーズンよりラム・トラックス部門はダッジより分離された。

フォード・モーター 
- フォード・F-150: 1995 – 現在

ゼネラルモーターズ 
- シボレー・C/K: 1995–1997
- シボレー・シルバラード: 1998 – 現在

トヨタ 
- トヨタ・タンドラ: 2004 – 現在

## 歴代チャンピオン
| 年   | レース | チャンピオン                  | オーナー                  | ルーキー･オブ･ザ･イヤー      | モスト･ポピュラー・ドライバー | マニュファクチャラーズタイトル |
| ---- | ------ | ----------------------------- | ------------------------- | ---------------------------- | ----------------------------- | ------------------------------ |
| 1995 | 20     | マイク・スキナー              | リチャード・チルドレス    | （該当なし）                 | ブッチ・ミラー                | シボレー                       |
| 1996 | 24     | ロン・ホーナデイ・ジュニア    | デイル・アーンハート      | ブライアン・レフナー         | ジミー・ヘンズレー            | シボレー(2)                    |
| 1997 | 26     | ジャック・スプレイグ          | リック・ヘンドリック      | ケニー・アーウィン・ジュニア | ロン・ホーナデイ・ジュニア    | シボレー(3)                    |
| 1998 | 27     | ロン・ホーナデイ・ジュニア(2) | デイル・アーンハート(2)   | グレッグ・ビッフル           | ステイシー・コンプトン        | シボレー(4)                    |
| 1999 | 25     | ジャック・スプレイグ(2)       | リック・ヘンドリック(2)   | マイク・ステファニック       | デニス・セッツァー            | フォード                       |
| 2000 | 24     | グレッグ・ビッフル            | ジャック・ラウシュ        | カート・ブッシュ             | グレッグ・ビッフル            | フォード(2)                    |
| 2001 | 24     | ジャック・スプレイグ(3)       | リック・ヘンドリック(3)   | トラヴィス・クヴァピル       | ジョー・ラットマン            | ダッジ                         |
| 2002 | 22     | マイク・ブリス                | スティーヴ・コールター    | ブレンダン・ゴーン           | デヴィッド・スター            | シボレー(5)                    |
| 2003 | 25     | トラヴィス・クヴァピル        | スティーヴ・コールター(2) | カール・エドワーズ           | ブレンダン・ゴーン            | ダッジ(2)                      |
| 2004 | 25     | ボビー・ハミルトン            | ボビー・ハミルトン        | デヴィッド・リューティマン   | スティーヴ・パーク            | ダッジ(3)                      |
| 2005 | 25     | テッド・マスグレイヴ          | ジム・スミス              | トッド・クルーヴァー         | ロン・ホーナデイ・ジュニア    | シボレー(6)                    |
| 2006 | 25     | トッド・ボダイン              | ジャーメイン・レーシング  | エリック・ダーネル           | ジョニー・ベンソン・ジュニア  | トヨタ                         |
| 2007 | 25     | ロン・ホーナデイ・ジュニア(3) | ケヴィン・ハーヴィック    | ウィリー・アレン             | ジョニー・ベンソン・ジュニア  | トヨタ(2)                      |
| 2008 | 25     | ジョニー・ベンソン・ジュニア  | ビル・デイヴィス          | コリン・ブラウン             | ジョニー・ベンソン・ジュニア  | トヨタ(3)                      |
| 2009 | 25     | ロン・ホーナデイ・ジュニア(4) | ケヴィン・ハーヴィック(2) | ジョニー・サウター           | リッキー・カーマイケル        | トヨタ(4)                      |
| 2010 | 25     | トッド・ボダイン(2)           | ジャーメイン・レーシング  | オースティン・ディロン       | ナレイン・カーティケヤン      | トヨタ(5)                      |
| 2011 | 25     | オースティン・ディロン        | リチャード・チルドレス(2) | ジョーイ・コールター         | オースティン・ディロン        | シボレー(7)                    |
| 2012 | 22     | ジェームズ・ブッシャー        | スティーヴ・ターナー      | タイ・ディロン               | ネルソン・ピケJr.             | シボレー(8)                    |
| 2013 | 22     | マット・クラフトン            | デューク・トーソン        | ライアン・ブレイニー         | タイ・ディロン                | トヨタ(6)                      |
| 2014 | 22     | マット・クラフトン(2)         | デューク・トーソン(2)     | ベン・ケネディ               | ライアン・ブレイニー          | トヨタ(7)                      |
| 2015 | 23     | エリック・ジョーンズ          | カイル・ブッシュ          | エリック・ジョーンズ         | ジョン・ハンター・ネメチェク  | トヨタ(8)                      |
| 2016 | 23     | ジョニー・サウター            | モーリー・ギャラガー      | ウィリアム・バイロン         | タイラー・レディック          | トヨタ(9)                      |
| 2017 | 23     | クリストファー・ベル          | カイル・ブッシュ(2)       | チェイス・ブリスコー         | チェイス・ブリスコー          | トヨタ(10)                     |
| 2018 | 23     | ブレット・モフィット          | 服部茂章                  | マイアット・スナイダー       | ノア・グラグソン              | シボレー(9)                    |
| 2019 | 23     | マット・クラフトン(3)         | カイル・ブッシュ(3)       | タイラー・アンクラム         | ロス・チャステイン            | トヨタ(11)                     |
| 2020 | 23     | シェルドン・クリード          | モーリス J・ギャラガーJr. | ゼイン・スミス               | ゼイン・スミス                | シボレー(10)                   |
| 2021 | 22     | ベン・ローズ                  | デューク・トーソン(3)     | チャンドラー・スミス         | ヘイリー・ディーガン          | トヨタ(12)                     |
| 2022 | 23     | ゼイン・スミス                | ボブ・ジェンキンス        | コーリー・ハイム             |                               | トヨタ(13)                     |

## 参照
1. 1 2 3 4  “Press Snoop: NASCAR Truck Series facts.”. Road and Track magazine (2005年2月25日). 2007年12月14日閲覧。
2. ↑  “Craftsman Truck Series”. The Crittenden Automotive Library. 2007年5月5日閲覧。